# 南沙諸島に存在する飛行場の一覧
南沙諸島に存在する飛行場の一覧は、領有権問題が存在する南シナ海の南沙諸島において、各国が建設・運用する飛行場の一覧である。

## 一覧
領有権問題が存在することもあり、すべて軍用としての機能を備えている。なお、スビ礁飛行場のように「民間機の安全向上に寄与するため」として建設された軍民共用空港であっても、実態は軍用にすぎないと指摘されているものもある。
| 場所                          | 実効支配         | 飛行場名                     | 空港コード | 建設時期 | 滑走路長  | 注釈                                      |
| ----------------------------- | ---------------- | ---------------------------- | ---------- | -------- | --------- | ----------------------------------------- |
| 太平島                        | 中華民国（台湾） | 太平島空港                   | RCSP       | 2007     | 1,200 m   | 軍用。給油設備なし。                      |
| スワロー礁 (ラヤンラヤン島)   | マレーシア       | ラヤンラヤン空港             |            | 1995     | 1,367 m   | 軍民共用。                                |
| ファイアリー・クロス礁        | 中華人民共和国   | ファイアリー・クロス礁飛行場 |            | 2016     | 3,000 m   | 軍民共用。                                |
| スビ礁                        | 中華人民共和国   | スビ礁飛行場                 |            | 2016     | 3,000 m   | 軍民共用。                                |
| ミスチーフ礁                  | 中華人民共和国   | ミスチーフ礁飛行場           |            | 2016     | 2,700 m   | 軍民共用。                                |
| パグアサ島                    | フィリピン       | ランクード飛行場             | RPPN       | 1978     | 約1,300 m | 軍民共用。                                |
| スプラトリー島 (チュオンサ島) | ベトナム         | チュオンサ空港               |            | 1976–77  | 約1,200 m | 軍用。2016年に600mから1200mに延長された。 |